# Selma Visscher
Selma Visscher (Curaçao, 1994) is een Nederlands cabaretier en theatermaker. Ze studeerde een jaar Kleinkunst aan het Koninklijk Conservatorium Antwerpen en studeerde vervolgens Nederlands aan de Universiteit van Amsterdam en de Universiteit Utrecht. 
In 2016 won ze de juryprijs op het Groninger Studenten Cabaret Festival. In 2018 stond ze in de finale van het Amsterdams Kleinkunst Festival en in 2022 in de finale van Cameretten. In seizoen 2024-2025 zal ze naar verwachting rondtoeren met haar eerste avondvullende cabaretvoorstelling Ik kijk liever.